# Carolina da Dinamarca
Carolina Matilde da Dinamarca (Copenhaga, 28 de outubro de 1793 — Copenhaga, 31 de março de 1881) foi um membro da família real dinamarquesa, a filha mais velha do rei Frederico VI da Dinamarca e de Maria Sofia de Hesse-Cassel. Era conhecida na Dinamarca por kronprinsesse Caroline(princesa-herdeira Carolina), antes do seu casamento e depois por Arveprinsesse Caroline (princesa-hereditária).
Casou-se com o primo direito do seu pai, Fernando, Príncipe Hereditário da Dinamarca, que foi herdeiro do trono dinamarquês entre 1848 e 1863.

## Família
Carolina era a filha mais velha do rei Frederico VI da Dinamarca e da condessa Maria Sofia Frederica de Hesse-Cassel. Os seus avós paternos eram o rei Cristiano VII da Dinamarca e a princesa Carolina Matilde da Grã-Bretanha. Os seus avós maternos eram o conde Carlos de Hesse-Cassel e a princesa Luísa da Dinamarca.

## Primeiros anos

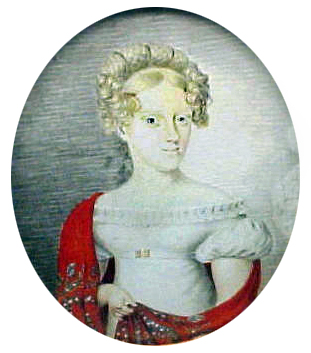
A princesa na década de 1820, por autor desconhecido

O avô paterno de Carolina tinha sido considerado louco, por isso o seu pai era regente da Dinamarca desde 1784.
O seu nascimento foi muito bem-recebido pelo público visto que os dois irmãos que tinham nascido antes tinham morrido com poucos meses de idade. Quando a princesa nasceu foi dito: Denne er Dydens Løn, flere er Folkets Bøn! ("Esta é a recompensa da virtude, a resposta para as orações das pessoas!")
Quatro meses depois do seu nascimento, a 26 de fevereiro de 1794, o Palácio de Christiansborg foi destruído por um incêndio, o que fez com que a princesa se mudasse com os pais para o Palácio de Amalienborg onde cresceu, passando os seus verões no Palácio de Frederiksberg. Após a morte do seu avô Cristiano VII em 1808, o seu pai sucedeu-o como rei.
Carolina era muito chegada ao seu pai. Recebeu uma educação vasta, mas não muito profunda e não era considerada nem talentosa nem bonita.

## Casamento

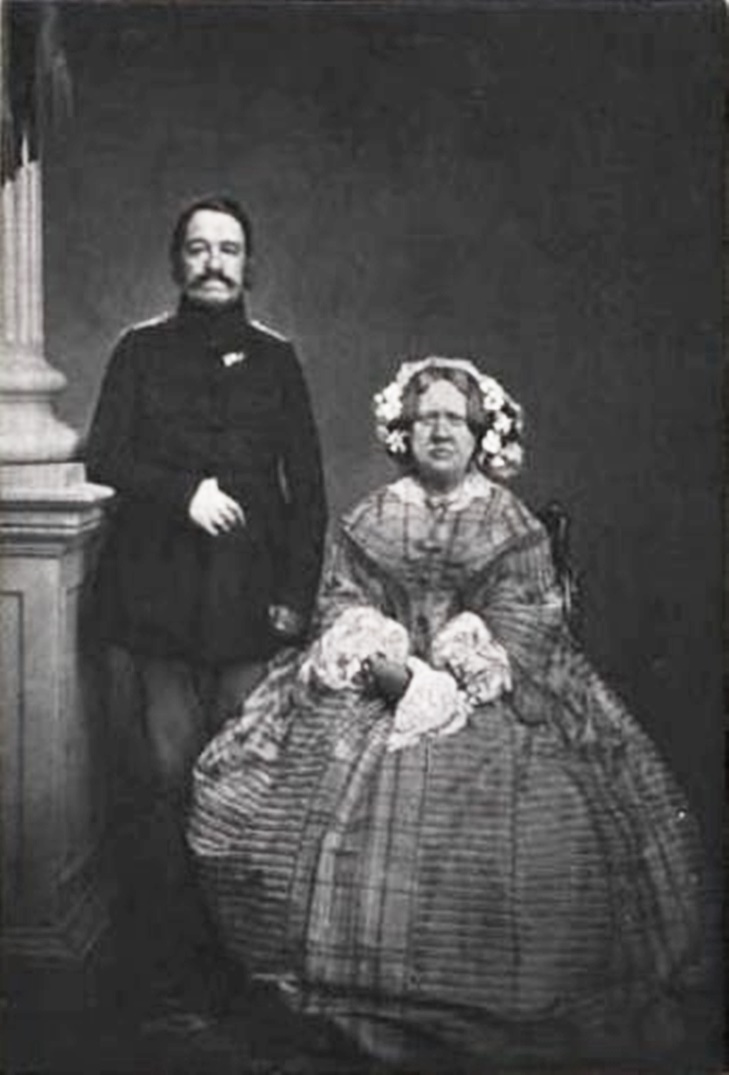
A princesa Carolina com o seu marido

Os pais de Carolina não tiveram nenhum filho que sobrevivesse à infância para herdar o trono e Carolina foi excluída da sucessão por causa da Lei Sálica. Contudo, apesar deste facto, a princesa continuou a ser tratada e conhecida por princesa-herdeira antes do seu casamento por ser a filha mais velha do rei, apesar de não possuir formalmente este título. Foram planeados vários casamentos para ela, mas nenhum se chegou a concretizar. Depois de o seu pai subir ao trono, Napoleão Bonaparte sugeriu um casamento entre Carolina e o herdeiro ao trono sueco, o príncipe Cristiano Augusto de Augustenborg, em 1810] O seu pai não gostou da ideia, mas deu início às negociações que foram interrompidas pela morte do príncipe pouco depois. Entre os candidatos ao casamento com Carolina estive o britânico duque de Clarence. Em 1812 a princesa esteve noiva do príncipe Cristiano de Hesse-Cassel, mas este também veio a morrer antes da união, em 1814. Finalmente, a 1 de agosto de 1829, Carolina casou-se no Palácio de Frederiksberg com o primo direito do seu pai, o príncipe Fernando da Dinamarca. O casamento foi arranjado por razões políticas e dele não nasceu nenhum filho. Depois do casamento Carolina não voltou a ser chamada de princesa-herdeira até o seu marido herdar esse título.
Em 1830, Carolina sofreu queimaduras graves num incêndio que lhe desfigurou o rosto. Um dos seus ganchos de cabelo começou a arder e queimou-lhe graves no rosto e no cabelo. O dano na sua aparência foi permanente e ela viria mais tarde dizer que, quando se olhava ao espelho, ficava agradecida por ter amigos que conseguiam olhá-la. Voltou a sofrer queimaduras semelhantes em 1858.
Entre 1831 e 1839 administrou regularmente a supervisão das tropas de Aarhus. Quando o seu marido foi nomeado comandante-general dos Nørrejylland em 1839, Carolina acompanhou-o na sua viagem de inspecção pelas aldeias do país e foi bem-recebida pelo público. Era uma cavaleira de talento e quando acompanhou o seu esposo numa inspecção de tropas em Sjælland, exibiu os seus talentos ao exército.
Criou o asilo de Aarhus (1836) e tornou-se protectora de Vallø Stift em 1852.

## Princesa-herdeira

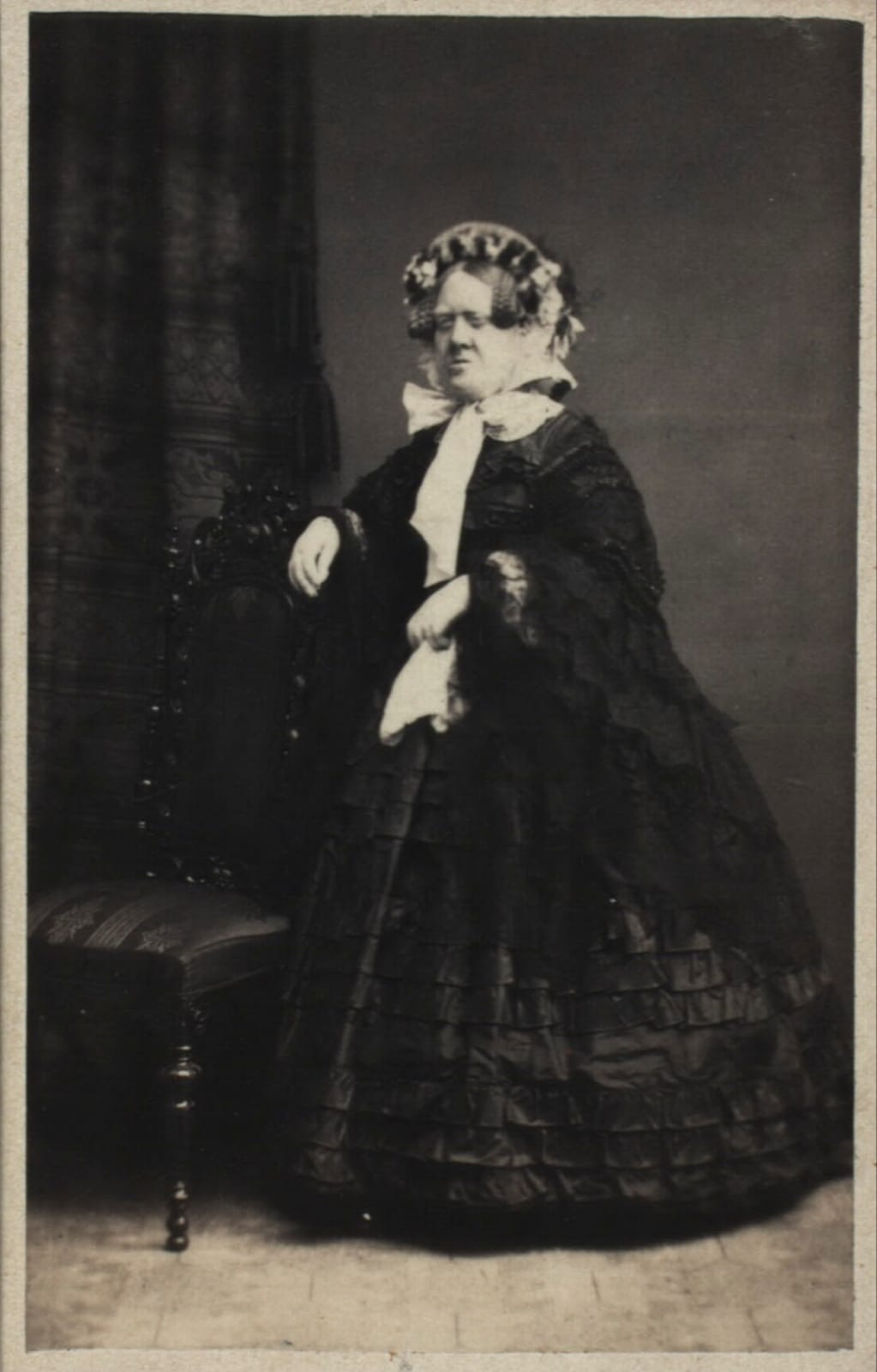
Rara fotografia de Carolina.

Após a morte do seu cunhado, o rei Cristiano VIII, em 1848, o seu marido tornou-se herdeiro presuntivo do trono dinamarquês e recebeu o título de príncipe-hereditário. Carolina tornou-se princesa-herdeira novamente, mas, ao contrário do que acontecia antes do seu casamento, tinha agora o título oficial. Contudo nunca chegou a tornar-se rainha, visto que o príncipe-herdeiro Fernando morreu em 1853, pouco antes do seu sobrinho, o rei Frederico VII e o trono passou para o rei Cristiano IX.
O casal vivia no palácio Bernstorffske Palæ que tinha sido renovado para eles pelo rei Frederico VI, mas que não era uma residência importante para a corte. Carolina acabaria por viver de forma bastante cordial com o seu marido, tolerando o seu adultério e problemas financeiros. Após a morte do seu pai em 1839, Carolina distanciou-se da corte, por ser demasiado ligada ao reinado do papa. O seu marido teve a tarefa de acompanhar Louise Rasmussen  na corte enquanto ela estava zangada com o casal real. Em 1853, Carolina e Fernando tornaram-se muito conhecidos e aclamados por serem os únicos membros da família real dinamarquesa e ficar na capital durante uma epidemia.
Carolina era uma grande patriota e costumava dizer que não havia motivo nenhum para viajar, já que tudo era sempre melhor na Dinamarca. Também foi sempre leal à sua cidade natal e permaneceu em Copenhaga mesmo durante o surto de cólera de 1853 por respeito à cidade. Foi descrita como sendo leal, feliz e pontual.
Quando ficou viúva passou a viver uma vida isolada, distraindo-se a pagar as dívidas do seu marido. Nos seus últimos anos de vida ficou surda.
A princesa Carolina morreu na sua residência em Copenhaga no dia 31 de março de 1881.